# Nana (1926)
Nana ist eine französisch-deutsche Literaturverfilmung von 1926 nach der gleichnamigen Roman-Vorlage von Émile Zola. Unter der Regie von Jean Renoir spielt Catherine Hessling die Titelrolle, an ihrer Seite Jean Angelo und Werner Krauß als Nanas Liebhaber.

## Handlung
Frankreich, Zweites Kaiserreich. Im Zentrum des Geschehens steht die ambitionierte Schauspielerin Nana, die es unbedingt zu etwas bringen möchte: künstlerisch, monetär, gesellschaftlich. Bislang ist sie jedoch nicht über Nebenrollen hinausgekommen. Nun aber scheint sich die Chance zu bieten, auf die Nana so lange gewartet hat: Monsieur Bordenave, der Direktor des Théâtre des Variétés, hat ihr die Hauptrolle in der Operette „Die blonde Venus“ angeboten. Weniger die Aussicht darauf, sich nunmehr mit ihren halb-nackten Darbietungen künstlerisch durchzusetzen, ist es, was Nana antreibt. Ihr Ziel geht weit darüber hinaus. Sie erhofft sich auf diese Weise endlich eine Art von Prominenz, die ihr bislang versperrte gesellschaftliche Möglichkeiten eröffnet, nämlich reiche Herren von Stand, angesehene Pariser Bürger mit Geld und Titel kennenzulernen. Gefördert von Bordenave, der sein Etablissement bisweilen auch als Bordell bezeichnet, steigt Nana durch diese Kontaktvermittlung rasch in die angestrebten hohen und höchsten Kreise der Pariser Haute Volée auf und wird die Geliebte des Grafen Muffat, den sie nach allen Regeln der Kunst emotional und vor allem finanziell ausplündert, ohne ihn zu lieben. Muffat ermöglicht ihr ein Luxusleben; sie demütigt ihn, indem sie ihre Liebschaften mit anderen Männern nicht verheimlicht. Dies führt zu dramatischen Konsequenzen: Der elegante Rennstallbesitzer Comte de Vandeuvres wird aus Liebe zu Nana zum Betrüger und bringt sich ihretwegen ebenso um wie Georges Hugon, ein weiterer Verehrer der Kurtisane. Als das Thèâtre des Variétés eine neue Bühnenproduktion plant, drängt Nana Muffat dazu, auch diese zu finanzieren, damit sie die Hauptrolle übernehmen könne. Doch die Rolle einer tugendhaften Frau in dieser neuen Aufführung passt zu Nana weit weniger gut als die der Kurtisane, die sie noch in der „Blonden Venus“ verkörpert hatte. Nana scheitert und verliert die Rolle. Als es Nana mit den Demütigungen Muffats übertreibt, wirft er seine Mätresse aus dem Haus. Für Nana beginnt ein rasanter sozialer wie gesundheitlicher Abstieg. Schließlich erkrankt Nana schwer an Pocken und stirbt in Anwesenheit von Muffat und ihres ehemaligen Theater-Ensembles in einem Hotelzimmer.

## Produktionsnotizen, Hintergründe, Wissenswertes
Die Dreharbeiten zu Nana begannen am 16. Oktober 1925 und zogen sich bis Februar 1926 hin. Gedreht wurde in Berlin (Studioszenen im November 1925) und in Paris (Studioaufnahmen im Januar 1926). Außenaufnahmen entstanden im Bois de Vincennes, auf der Rennbahn Le Tremblay und in Nizza. Der in der französischen Originalfassung etwa 3200 Meter lange, neunaktige Film erlebte am 27. April 1926 um 14 Uhr im Pariser Moulin Rouge seine feierliche Welturaufführung. Spätere französische Fassungen wurden bis auf 2800 Meter heruntergekürzt. Der französische Massenstart war am 25. Juni 1926 im Pariser Aubert-Palace.
In Deutschland passierte Nana als Siebenakter mit einer Länge von 2044 Metern am 22. Dezember 1926 die Zensur und erhielt Jugendverbot. Vor Februar 1929 ist keine deutsche Aufführung auszumachen, von einer deutschen Premiere wurde in Frankreich erst am 15. April 1929 berichtet. Nach dem Zweiten Weltkrieg wurde Nana in Deutschland erstmals im Rahmen einer Fernsehausstrahlung am 17. Januar 1970 im Dritten Programm des WDR gezeigt. Für den deutsch-französischen Kulturkanal ARTE wurde der Film 2002 aufwendig restauriert. Dort wurde Nana am 27. September 2002 um 23.10 Uhr anlässlich des sich zum einhundertsten Male wiederkehrenden Todestags von Émile Zola wiederaufgeführt.
Der erst zu Tonfilmzeiten als Regisseur Berühmtheit erlangende Claude Autant-Lara entwarf bei diesem Film die von Robert-Jules Garnier ausgeführten Bauten und die Kostüme. Außerdem spielte er unter dem Pseudonym „Claude Moore“ eine Nebenrolle. Der erst 20-jährige Verleiher dieses Films, Pierre Braunberger, absolvierte hier auch einen kleinen Auftritt vor der Kamera. Von deutscher Seite aus waren Paul Holzki (nicht genannte Kamera), Leopold Verch (deutsche Kostüme) und Otto Karge (Aufnahmeleitung, Requisiten) beteiligt. Drehbuchautor Pierre Lestringuez hatte mit dem Theaterdirektor Bordenave auch eine kleine Filmrolle übernommen.
Die Verfilmungsrechte kosteten Renoir 75.000 Francs. Werner Krauß erhielt eine Gage in Höhe von 6000 $, ausgezahlt in vier Raten. Die gerade erst 15-jährige Paulette Dubost, die kurz als Mitglied des Ballet du Bal des Moulin Rouge in einer Tanzszene zu sehen ist, gab hier ihr Filmdebüt.
Für Jean Renoir war dies erst seine zweite abendfüllende Kinoregie. Ihm wurde ein außerordentlich großes Budget zugestanden, was jedoch dazu führte, dass sich der Film an der Kinokasse nicht amortisieren konnte. Renoir selbst äußerte sich zu seiner Umsetzung des Zola-Stoffes wie folgt:
„Ich habe den Roman „Nana“ auf die drei Hauptpersonen reduziert: Nana, Muffat und Vandeuvres. Sie personifizieren in sich alle die, die ich opfern musste“.

## Kritiken
„Trotz einiger theatralischer Effekte zeigt sich in diesem Film schon deutlich Renoirs Bemühen um realistische Zustandsschilderungen und psychologische Glaubwürdigkeit.“

„Nana (1926) ist ein ganz anderer und sehr viel engagierterer Film (…) mit großem Budget und endrucksvollen Dekorationen von Claude Autant-Lara. Der Film nutzte bewusst den Gegensatz zwischen Catherine Hesslings typisch exaltiertem Spiel und dem feierlichen Stil von Werner Krauss als ihr Liebhaber und Hauptopfer. Charakteristische Elemente finden sich auch hier: Neu ist vor allem die Vorliebe für theatralische Großtuerei, die sowohl aus der Sicht des Olymp als auch aus der Bühnenarbeiter gezeigt wird und mit einer parallelen Darstellung der Herren- und Dienerwelt einhergeht. Nana hat eine Gewichtigkeit, die eher typisch ist für Stroheim und die deutsche Schule als für Renoirs späteres Werk, und Catherine Hesslings puppenhaftes Wesen widerspricht der dem Thema immanenten Tragik, wodurch sogar heute noch eine kuriose Doppelbödigkeit suggeriert wird.“

„Das tragische Schicksal der kleinen ambitionierten Schauspielerin Nana, die gern als feine Dame auftritt, aber erfolglos bleibt und nach vielen erotischen Eskapaden an der Syphilis stirbt – hier in einer eigenwilligen Stummfilm-Adaption von Jean Renoir, der sich vom harten Naturalismus der Filme Erich von Stroheims inspiriert zeigt. Die Hauptfigur, gespielt von Renoirs damaliger Ehefrau, trägt burleske und clowneske Züge.“

„Genau das, was heute die Frische und Modernität dieses Films begründet, führt 1926 zu endlosem Kopfschütteln: das Burleske im Tragischen, Vulgäre im Sentimentalen, Harte im Zarten, völlig Stilisierte im scheinbar Realistischen – die Lust Renoirs, Gegensätze ständig verrückt zu vermischen. Und schließlich: das weiße, augenrollende Marionettengesicht Catherine Hesslings, einer Schauspielerin, die sich keines Augenblicks lang naturalistischer Spielart befleißigt. Es gäbe, so Renoir, an diesem Film nicht ein Moment, das nicht ihn zum Schöpfer hätte.“
Hal Ericksen schrieb: „Renoir erledigt in rein visueller Hinsicht einen bewundernswerten Job mit seiner Wiedergabe von Zolas elendiger Geschichte eines lüsternen Pariser Mädchens aus den Armenvierteln. (…) Catherine Hessling gibt eine stilisierte aber effektvolle Charakterisierung der Titelheldin.“
In „Geschichte des Films“ heißt es: „Nana (1926) … zeigt, daß Renoir von der rein malerischen Konzeption des Films abging und an die Traditionen des französischen Realismus anknüpfte. Beeinflußt wurde er dabei unter anderem auch von Stroheims Film Törichte Frauen, den Renoir für einen kritischen, einen realistischen Film hielt. Nana sieht Renoir als seinen ersten gewichtigen Film an. (…) „Nana ist der erste Film gewesen, wo ich entdeckte, daß man die Natur nicht kopieren darf, sondern daß man sie rekonstruieren muß, daß der ganze Film, die ganze anspruchsvolle künstlerische Arbeit eine Schöpfung sein muß, eine gute oder eine schlechte.““
Georges Sadoul schrieb: „Mit „Nana“, nach Zola, konnte Renoir in einem deutschen Atelier einen Film nach seinem Geschmack drehen. Doch der materielle Misserfolg dieses Streifens zwang ihn, sich ebenso wie sein Freund Cavalcanti mit kommerziellen Produktionen zu befassen.“